# Нойзідлерзее-Зеевінкель
Нойзідлерзее-Зеевінкель (нім. Nationalpark Neusiedler See-Seewinkel) — національний парк і заповідник в Австрії, що розташований поблизу австро-угорського кордону.

## Географія
Площа — близько 3 тис. га (разом з охоронною зоною — близько 35 тис. га). Охороняє природний комплекс мілководного озера Нойзідлерзее, що слугує місцем гніздування безлічі водних і навколоводних птахів. У заповіднику представлені різноманітні ландшафти: очеретяні зарості, болота, луки і типовий середньоєвропейський степ. У період весняного і осіннього прольоту населеність птахами озера і його узбережжя збільшується в кілька разів, що ще більше підвищує роль охоронюваної території як водно-болотного угіддя міжнародного значення.

## Флора і фауна
Поверхня озера дуже заросла очеретом, через який місцями прорубані проходи для човнів.
В озері живе 15 видів риб (найпоширеніші — в'юн, судак, щука і короп). Води озера багаті різними видами безхребетних, а в заростях очерету живуть різноманітні види рідкісних комах.
На озері Нойзідлер у природних умовах можна спостерігати понад 300 видів гніздових і перелітних птахів, серед яких багато видів чапель (включаючи чепуру велику), а також косарі, дикі гуси, пірникози, свищ (Anas penelope), очеретянки (Acrocephalus) тощо.
Під час сезонних міграцій тут зупиняються бекаси, гуменники (Anser fabalis) і пісочниці. Серед рідкісних видів птахів можна відзначити червоноволу казарку (Branta ruficollis), орлана-білохвоста (Haliaeetus albicilla) тощо.

## Історія
Створений у 1932 році. У 1993 році заповідник отримав статус національного парку. Парк об'єднаний із угорським національним парком Фертьйо-Ханшаг, розташованим з угорського боку озера. З 1977 року парк і охоронна зона входять до всесвітньої мережі біосферних резерватів ЮНЕСКО.